# Gerichtsbezirk Görkau
Der Gerichtsbezirk Görkau (tschechisch: soudní okres Jirkov) war ein dem Bezirksgericht Görkau unterstehender Gerichtsbezirk im Kronland Böhmen. Er umfasste Gebiete im Nordwesten Böhmens im Okres Chomutov. Zentrum des Gerichtsbezirks war die Stadt Görkau (Jirkov). Das Gebiet gehörte seit 1918 zur neu gegründeten Tschechoslowakei und ist seit 1991 Teil der Tschechischen Republik.

## Geschichte
Die ursprüngliche Patrimonialgerichtsbarkeit wurde im Kaisertum Österreich nach den Revolutionsjahren 1848/49 aufgehoben. An ihre Stelle traten die Bezirks-, Landes- und Oberlandesgerichte, die nach den Grundzüge des Justizministers geplant und deren Schaffung am 6. Juli 1849 von Kaiser Franz Joseph I. genehmigt wurde. Der Gerichtsbezirk Görkau gehörte zunächst zum Kreis Saaz und umfasste 1854 die 39 Katastralgemeinden Bartelsdorf, Bernau, Eisenberg, Gabrielahütten, Gersdorf, Görkau, Göttersdorf, Hannersdorf, Holschitz, Kaitz, Kallich, Kienhaid, Kleinpriesen, Kunnersdorf, Natschung, Neuhaus, Neundorf an der Biela, Pahlet, Pirken, Platten, Pößwitz, Quinau, Rodenau, Rothenhaus, Sadschitz, Schergau, Schimberg, Schößl, Seestadtl, Sperbersdorf, Stolzenhan, Trubschitz, Tschernitz, Türmaul, Udwitz, Uhrissen, Ukkern, Ulbersdorf und Wurzmes.
Der Gerichtsbezirk Görkau bildete im Zuge der Trennung der politischen von der judikativen Verwaltung ab 1868 gemeinsam mit den Gerichtsbezirken Komotau (Chomutov) und Sebastiansberg den Bezirk Komotau.
Im Gerichtsbezirk Görkau lebten 1869 16.834 Menschen, 1900 waren es 22.201 Personen.
Der Gerichtsbezirk Görkau wies 1910 eine Bevölkerung von 25.579 Personen auf, von denen 23.886 Deutsch und lediglich 1.310 Tschechisch als Umgangssprache angaben. Im Gerichtsbezirk lebten zudem 383 Anderssprachige oder Staatsfremde.
Durch die Grenzbestimmungen des am 10. September 1919 abgeschlossenen Vertrages von Saint-Germain kam der Gerichtsbezirk Görkau vollständig zur neugegründeten Tschechoslowakei, wobei die Gerichtseinteilung bis 1938 im Wesentlichen bestehen blieb. Nach dem Münchner Abkommen wurde das Gebiet dem Landkreises Komotau bzw. dem Sudetenland zugeschlagen.
Nach dem Zweiten Weltkrieg wurde das Gebiet Teil des Okres Chomutov, zu dem es bis heute gehört. Nachdem die Bezirksbehörden im Zuge einer Verwaltungsreform 2003 ihre Verwaltungskompetenzen verloren, werden diese von den Gemeinden bzw. dem Ústecký kraj wahrgenommen, zudem das Gebiet um Jirkov seit Beginn des 21. Jahrhunderts mit anderen Bezirken zusammengefasst wurde.

## Gerichtssprengel
Der Gerichtssprengel umfasste Ende 1914 die 28 Gemeinden Bartelsdorf (Dřínov), Bernau (Zákoutí), Gersdorf (Gerštorf), Görkau (Jirkov), Göttersdorf (Boleboř), Holschitz (Holešice), Kallich (Kalek), Kleinpriesen (Malé Březno), Kunnersdorf (Kundratice), Neundorf an der Biela (Novosedly nad Bělou), Pirken (Březenec), Platten (Blatno), Pößwitz (Pesvice), Quinau (Květnov), Rodenau (Radenov), Rothenhaus (Červený Hrádek), Schergau (Šerchov), Schößl (Všestudy), Seestadtl (Ervěnice), Sperbersdorf (Hrádečná), Stolzenhan (Pyšná), Trupschitz (Strupčice), Türmaul (Drmaly), Udwitz (Otvice), Uhrissen (Orasín), Ukkern (Okořín), Ulbersdorf (Albrechtice) und Wurzmes (Vrskmaň).